# Nashville South Stars
I Nashville South Stars sono stati una squadra di hockey su ghiaccio della con sede nella città di Nashville, nello Stato del Tennessee. Nacquero nel 1981 e disputarono una stagione rispettivamente nella Central Hockey League e nella Atlantic Coast Hockey League  fino al loro scioglimento giunto nel 1983. Nel corso delle stagioni furono affiliati ai Minnesota North Stars.

## Storia
Nel 1981 i Minnesota North Stars abbandonarono gli Oklahoma City Stars come loro principale farm team accordandosi con i Nashville South Stars, squadra creata proprio quell'anno da Larry Schmittou, già proprietario della squadra di baseball dei Nashville Sounds. Al termine della stagione i South Stars raggiunsero i playoff ma vennero sconfitti al primo turno dai Wichita Wind.
Dopo un anno la franchigia lasciò la CHL per trasferirsi nella Atlantic Coast Hockey League, lega di minore importanza nella quale disputarono una sola stagione completa; infatti già nel mese di dicembre del 1983 i South Stars si trasferirono in Virginia prendendo il nome di Virginia Lancers. 

### Affiliazioni
Nel corso della loro storia i Nashville South Stars sono stati affiliati alle seguenti franchigie della National Hockey League:
- Minnesota North Stars: (1981-1982)

## Record stagione per stagione
| Nashville South Stars (CHL)  |       |    |    |    |   |    |     |     |    |                              |
| 1981-82                      | North | 80 | 41 | 35 | 4 | 86 | 313 | 319 | 4° | perde 1º turno (Wichita) 0-3 |
| Nashville South Stars (ACHL) |       |    |    |    |   |    |     |     |    |                              |
| 1982-83                      | ACHL  | 58 | 11 | 43 | 4 | 28 | 239 | 389 | 6° |                              |

## Record della franchigia

### Carriera
Gol: 98  Ron Carter
Assist: 108  Ron Carter
Punti: 206  Ron Carter
Minuti di penalità: 320  Archie Henderson
Partite giocate: 120  Ron Carter

## Palmarès

### Premi individuali
- Bob Gassoff Trophy: 1

Dan Poulin: 1981-1982
- Bobby Orr Trophy: 1

Dan Poulin: 1981-1982